# Сампеире
Сампеире (итал. Sampeyre) је насеље у Италији у округу Кунео, региону Пијемонт.
Према процени из 2011. у насељу је живело 566 становника. Насеље се налази на надморској висини од 977 м.

## Становништво
Према резултатима пописа становништва 2011. у општини је живело 1.069 становника.
| 1931. | 1936. | 1951. | 1961. | 1971. | 1981. | 1991. | 2001. | 2011. |
| ----- | ----- | ----- | ----- | ----- | ----- | ----- | ----- | ----- |
| 4.782 | 4.622 | 3.177 | 2.102 | 1.619 | 1.461 | 1.355 | 1.144 | 1.069 |